# ジェローム・カイノ
ジェローム・カイノ（Jerome Kaino, 1983年4月6日 - ）は、アメリカ領サモア出身の元ラグビー選手。

## 人物
アメリカ領サモア、トゥトゥイラ島で生まれる。
身長196 cm、体重109 kg。
ポジションはナンバーエイト(No.8)、フランカー(FL)。

## キャリア
セント・ケンティガン・カレッジ卒業(ジョー・ロコココ、ジョン・アフォアが同級生)、カレッジ在学中の2001年、ラグビー高校生ニュージーランド代表に選出される。オークランド大学に進学、在学中の2002年、19歳以下代表に、2003年、2004年と2年連続で21歳以下代表に選出。同年IRB Under 21 Player of the Year、NZRU Age Grade Player of the Year 2004受賞。19歳までバックス(センター、フルバック)でプレイしていたが、その後フォワードに転向。
2004年、ニュージーランド州代表選手権(現ITM CUP)のオークランド州代表チームに入り、ポヴァティ・ベイ戦でデビュー。同年スーパー14(現スーパーラグビー)のブルースに入り、レッズ戦でデビュー。同年、オールブラックスの代表未招集選手枠としてバーバリアンズ戦に出場する(この試合がオールブラックスデビューとなるが、国際マッチ初キャップにはならない)。
2005年、セブンスニュージーランド代表、同年ジュニアオールブラックスに選出。2006年、オールブラックスに選出されて、6月10日のアイルランド戦でデビュー。
2007年、ふたたびセブンス代表に選出される。
2020年、今シーズン限りでの引退を発表。

### 多芸・多才
2004年のオークランド州代表チーム内のバックスラインのプレイヤーよりも、スプリント走が速かった。
2010年7月のブレディスローカップ、オーストラリア戦では、ロックとして出場する。